# Policijska palica
Policijska palica je grobo valjasta palica iz lesa, gume, plastike ali kovine. Uporablja se kot obrambno orožje za organe kazenskega pregona (policija), paznike v zaporih varnostnike in vojaške osebe. V mnogih kulturah so simbol za organe kazenskega pregona in se redko uporabljajo z namenom ubijanja.
Policijsko palico lahko uporabite kot orožje v mnogih pogledih. Lahko se uporablja za obrambno blokiranje, napad, udarec, kot pripomoček davljenja in  pri uporabi ročnih vzvodov. Palice se ne uporabljajo samo kot orožje ampak tudi kot pripomoček za razbijanje oken na vozilih z namenom reševanja ljudi ali obračanje osumljenčevih žepov med varnostnim pregledom (kot previdnostni ukrep proti ostrim predmetom).
Nekateri zločinci uporabljajo palice kot orožje zaradi preproste konstrukcije in lahkega prikrivanja. Uporaba ali nošenje palic ali improviziranih gumijevk s strani oseb, ki niso organi kazenskega pregona, je v številnih državah zakonsko prepovedano.

## Terminologija
Druga predvsem angleša imena za palico so: truncheon, cosh, billystick, billy club, nightstick, baton or stick.

## Zgodovina
V viktorijanskem obdobju je policija v Londonu nosila palice poimenovane billy club. Po navedbah Online Etymology Dictionary, je to ime prvič zabeleženo leta 1848 kot sleng za vlomilca. Pomen "policijskega kluba" billy club je prvič zabeležen leta 1856. Palica ali gumijevka je delovala kot tako imenovana policijska 'Obveznica', policijsko pooblastilo. 
Viktorijanski original se je od takrat razvil v več vrst, ki so danes na voljo. Tipična policijska palica je ravna, izdelana iz lesa ali sintetičnega materiala, premera približno 1,25 palca (32 mm) in dolžine 18–36 palcev (460–910 mm), z nagubanim ročajem za lažje prijemanje. Palice so pogosto okrašene z grbom njihovih organizacij. Daljše palice se imenujejo "riot control" zaradi njihove uporabe pri obvladovanju nemirov. Policijske palice so se verjetno razvile iz kratke preproste palice, viteške macole in žezla, kot simbol uradnikov.
Ravne palice iz gume imajo mehkejši učinek. Pri udarcu se kinetična energija upogiba, stisne gumo ter se odbije. Gumijaste palice niso zelo učinkovite pri uporabi na rokah ali nogah. Lahko pa povzroči poškodbe, če sledi udarec v glavo. Zato jih večina policijskih oddelkov ni več uporabljala. Ruska policijska palica je gumijasta, razen na območjih kot je Sibirija, kjer temperatura pade globoko pod ničlo. To pa povzroči, da guma postane krhka ter se tako lažje uniči. Prometna palica je rdeče barve, da je bolj vidna kot signalna pomoč pri usmerjanju prometa. V Rusiji so palice iz črne in bele barve. Na Švedskem pa so bele barve. Do sredine devetdesetih let dvajsetega stoletja so britanski policisti prenašali tradicionalne lesene palice, ki so se od viktorijanskih časov malo spremenile. Od poznih devetdesetih let dalje se izdaja zložljiva palica, razen za naloge javnega reda, kjer se uporablja fiksna akrilna palica. Nekaj časa so izdajali palice s stranskimi ročicami, vendar so bile manj priljubljene.
Policija je v New Yorku uporabljala dve vrsti palic, odvisno od dnevnega časa. Če je delo potekalo podnevi je bila palica imenovana dan-palica in je bila dolga 11 centimetrov. Druga palica, ki se je uporabljala ponoči, je bila dolga 26 centimetrov in se je imenovala nočna palica, ki je tudi izvor besede "nightstick". Nočna palica je bila daljša, da bi lahko zagotovila dodatno zaščito, za katero so mislili, da je potrebna ponoči.

## Modeli
Palice, ki jih uporablja policija po vsem svetu, vključujejo veliko različnih oblik, kot so ravne palice s fiksno dolžino, fiksne palice s stranskim ročajem, zložljive ravne palice in druge bolj eksotične variacije. Vse vrste imajo svoje prednosti in slabosti. Oblika in priljubljenost posebnih vrst palice sta se z leti razvijala in nanj vplivajo različni dejavniki. Predvsem nadzor in varnost za policiste in milejša ter učinkovitejša uporaba na osumljencih.

## Ciljna območja
V sodobnem policijskem usposabljanju so primarni cilji uporabe palice na telesu predvsem velike živčne skupine, kot so peronealni živci v srednjem delu stegna in velike mišične skupine, ki jih je mogoče enostavno ciljati, kot so kvadricepsi in bicepsi. Palica se hitro zavrti, "snapping" udari na ta območja, včasih je le dovolj stik s konico palice. Namen je zmanjšanju oziroma preprečevanju zmožnosti osebe, da nadaljuje napredovanje (z udarcem po nogi) ali napadom (z udarcem po roki), tako da povzroči prehodno neurapraxijo (začasne bolečine v mišicah, krči in paraliza zaradi poškodbe živcev). Sodobni sistemi strogo prepovedujejo udarjanje lobanje, prsnice, hrbtenice ali dimlje, razen če se uporablja za samoobrambo, pri čemer številne jurisdikcije upoštevajo to smrtonosno silo.
Pred sedemdesetimi leti je bilo običajno, da je policist s palico udaril po osumljenčevi glavi z namenom omamljanja ali onesveščanja. Podobno kot praksa udarjanja po glavi z ročajem revolverja. Vendar je ta praksa imela dve glavni pomanjkljivosti. Najprej je obstajalo veliko tveganje za pojav smrti ali trajne poškodbe, saj je razlika v moči med tisto, ki je potrebna za onesveščanje osumljenca in tisto, ki bi zlomila njihovo lobanjo, ponavadi tanka in nepredvidljiva. Drugič, obstajajo težave z zanesljivostjo, saj se odpornost pred možganskemu pretresu med posamezniki zelo razlikuje in ugotovljeno je bilo, da udarci po glavi osumljenca niso onesvestili ampak so ga naredili še bolj agresivnega in nevarnega. 
Posledica tega je bila, da so civilne tožbe in zahtevki o policijski brutalnosti povzročili spremenjeno usposabljanje policistov.

## Primerjava z drugimi orožji kazenskega pregona
Ročna orožja imajo nekaj prednosti pred novejšimi, manj smrtonosnimi orožji. Palice so cenejše kot električni paralizatorji za nakup ali uporabo in ne nosijo nobenega tveganja za navzkrižno kontaminacijo aerosolnih posod, kot je poper-sprej (plinski razpršilec) v zaprtih prostorih (v hišah, če policija uporablja solzivec, lahko policisti dobijo pršilo nenamerno v oči). Električni paralizator in plinski razpršilec ima omejeno strelivo, medtem ko palica ne. Podobno kot električni paralizator in plinski razpršilec so palice "manj smrtonosne" in ne "nesmrtonosne". To pomeni, da ta orožja niso zasnovana tako, da so usodna, vendar so lahko. Šteje se, da ima palica večjo nevarnost smrtnosti kot večina manj smrtonosnega orožja, zato je višja pri uporabi zaporedne sile kot električni paralizator in plinski razpršilec. Medtem ko je vso policijsko orožje mogoče odvzeti od policista in uporabiti proti njim, je to tveganje še večje s palicami, saj če je policist nepreviden mu lahko osumljenec palico zgrabi in odvzame.

## Ravna palica
Ravna, fiksna palica (imenovana tudi "Straight Stick") je najstarejša in najpreprostejša policijska palica, znana že v starem Egiptu. Oblikovana je iz dolgega valja z oblikovanim, obrnjenim ali ovitim ročajem. Običajno z rahlo debelejšo ali koničasto gredjo in zaokroženo konico. Pogosto so narejene iz trdega lesa, vendar so v sodobnem času na voljo drugi materiali, kot so aluminij, akril in gosta plastika in guma. Velikosti segajo od kratkih klubov, daljših od enega metra do dolgih, do palcev, ki segajo do 91 cm, ki se običajno uporabljajo v množičnih izgredih. Uporabljajo jih tudi policisti na konjih.
Ravne palice so težje in imajo večjo moč, ki je pri udarcu kopičena v koncu palice. To jih naredi manj okretne za uporabo. Večina policijskih enot je zamenjala ravne palice z drugimi palicami zaradi nevšečnosti, ki jih prenašajo, ker želijo, da bi njihovi policisti iz-gledali manj nevarno za skupnost, ki ji služijo. Kljub temu, da so bile ravne palice zamenjane s tonfami in razširljivimi pendreki, so v mnogih (če ne v večini) organih kazenskega pregona, kot so policijske enote, oddelkih v ZDA, Baltimore, Denver, Sacramento, Long Beach, Santa Ana, Philadelphia, San Francisco in policijski oddelki Riverside, tudi pomožni policisti NYPD, pa tudi številne vojaške policije po vsem svetu ravne palice še vedno v uporabi.